# 보스니아어 위키백과

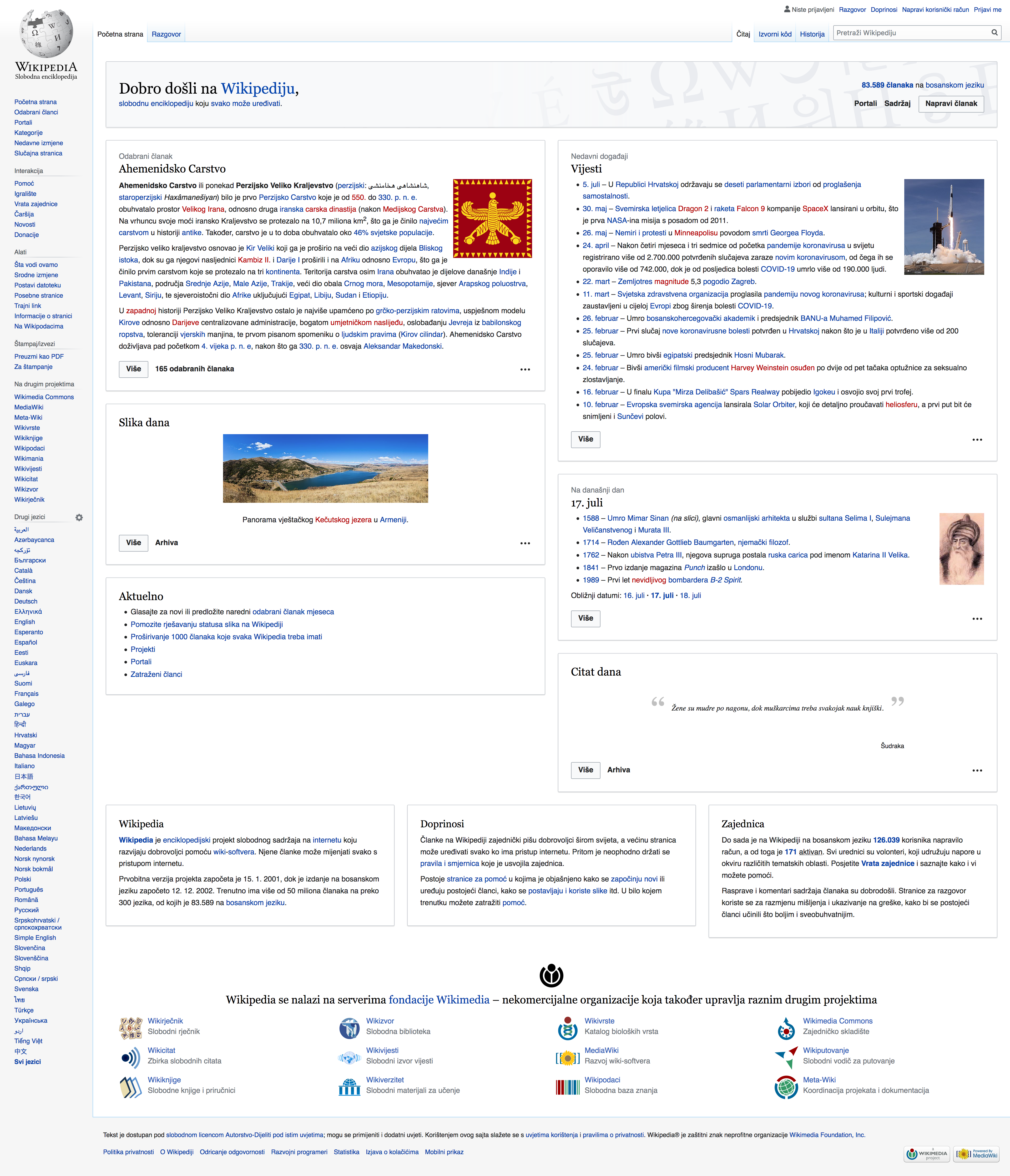

보스니아어 위키백과(보스니아어: Wikipedia na bosanskom jeziku)는 보스니아어 버전의 위키백과이다. 2008년 9월 4일 기준으로 문서 수는 25,200개를 넘어섰다. 기호는 bs이다.

## 커뮤니티
2007년 2월 17일에 보스니아어 위키백과 사용자들은 사라예보에서 첫 정모를 열었다.